# Eduard Jäger von Jaxtthal

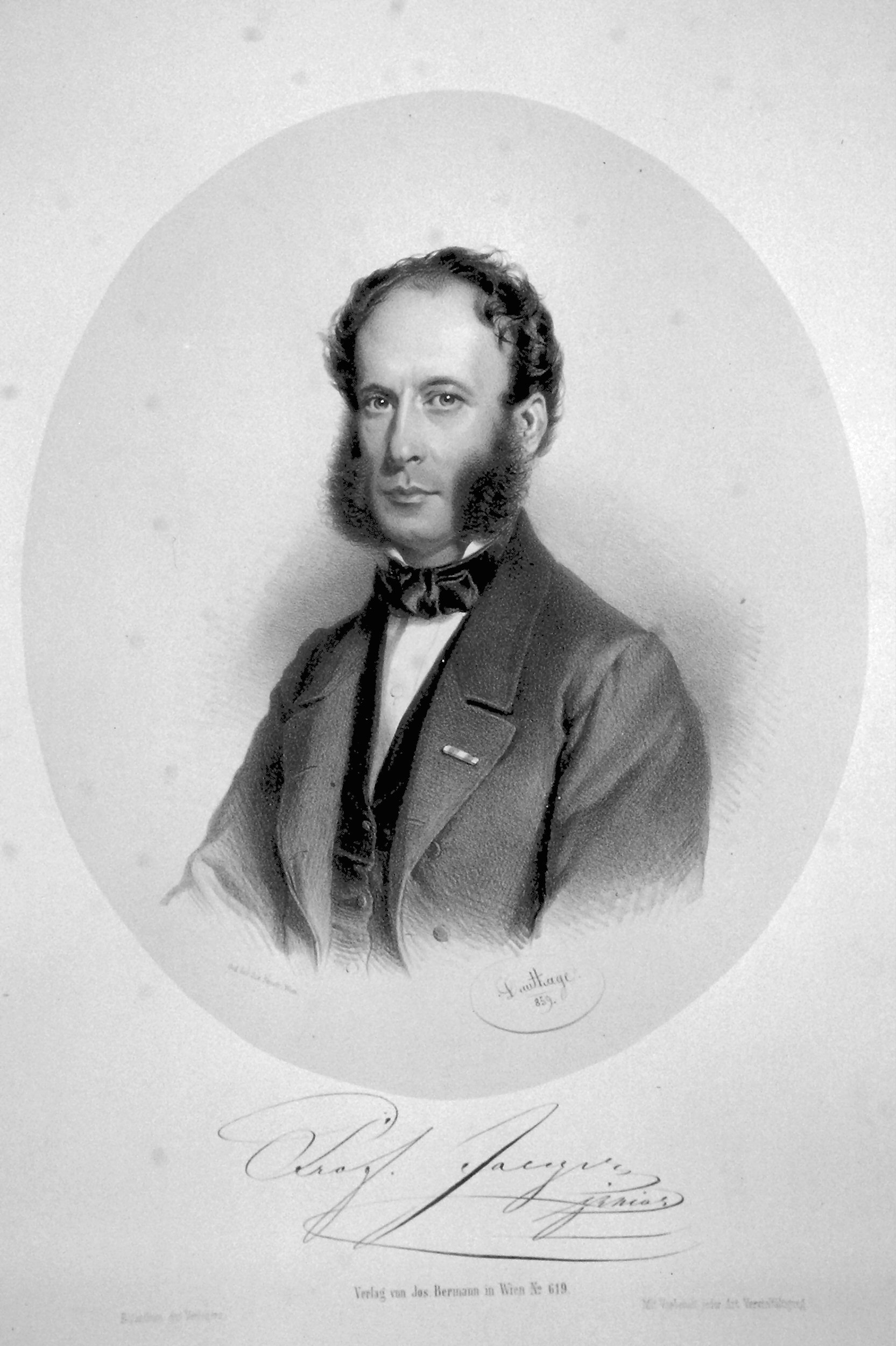
Eduard Jäger von Jaxtthal, Lithographie von Adolf Dauthage, 1859

Eduard Jäger von Jaxtthal (* 25. Juni 1818 in Wien; † 5. Juli 1884 in Wien-Penzing) war ein österreichischer Augenarzt.

## Leben
Eduard ist der Sohn von Friedrich Jäger von Jaxtthal und Enkel von Georg Josef Beer. 1844 wurde er bei seinem Vater am Wiener Josephinum mit einer Dissertation über die Operation des Grauen Stars promoviert.

## Werk
Jäger von Jaxtthal führte das vier Jahre zuvor von Hermann von Helmholtz erfundene Ophthalmoskop durch die Veröffentlichung seiner damit erhobenen Befunde 1855 ein und lieferte wertvolle Beiträge zur Anatomie des Auges. Mit Ignaz Gulz vertrat er Österreich beim 1857 in Brüssel stattfindenden ersten internationalen Kongress für Augenheilkunde. Durch seine Augenoperationen erwarb er sich Weltruhm. Er machte sich um die Dioptrik und die Lehre vom Glaukom verdient. Seine Bilder des Augenhintergrundes konnten viele Jahrzehnte nicht übertroffen werden.
1894 wurde die Eduard-Jaeger-Gasse in Wien-Hietzing nach ihm benannt. Seine Enkelin Gertrude Dengg schuf für ihn ein Denkmal (Bronzerelief), das 1910 im Arkadenhof der Universität Wien enthüllt wurde.

## Schriften
- Beiträge zur Pathologie des Auges.- Wien: Staatsdruckerei, 1855.
- Ergebnisse der Untersuchung des menschlichen Auges mit dem Augenspiegel. Wien: Staatsdr. 1855.
- Ophthalmoskopischer Hand-Atlas. Wien, Hofdruckerei 1869.